# 米科拉伊夫卡 (米科拉伊夫卡長老區)
48°50′44″N 36°4′36″E / 48.84556°N 36.07667°E
米科拉伊夫卡（烏克蘭語：Миколаївка）是位於烏克蘭東部的村莊，由哈爾科夫州洛佐瓦區洛佐瓦市鎮的米科拉伊夫卡长老区負責管轄。該村處於小捷爾尼夫卡河畔，距離奧列克西伊夫卡2.5公里，始建於1651年，面積0.7平方公里，海拔高度104米，2001年人口453。